# Atossa (död 338 f.Kr.)
Atossa, död 338 f.Kr., var en persisk prinsessa och drottning ur akamenidernas dynasti, dotter och hustru till Artaxerxes II, och därefter till sin bror Artaxerxes III.
Hon var dotter till kung Artaxerxes II och drottning Stateira I. Hennes far trolovade henne med adelsmannen Tiribazus. Kungen blev dock förälskad i sin egen dotter och fick de persiska lärda att legitimera äktenskapet genom att försäkra honom att han i egenskap av kung kunde sätta sig över de lagar som gällde alla andra människor. Hennes mor var död när hon gifte sig med sin far, men giftermålet stöddes av hennes farmor änkedrottning Parysatis, möjligen för att hon önskade få mer inflytande över sin son genom att stödja honom i denna önskan. 
Atossa stödde sin yngre bror, den senare Artaxerxes III, som tronföljare, istället för sin äldre bror Darius. Hon uppges ha haft ett hemligt förhållande och bedragit sin far med sin bror. Hon övertalade sin far att utse hennes yngre bror till tronföljare, och han besteg därför tronen vid deras fars död 359 f.Kr. Hon gifte sig med sin bror och blev hans drottning. 
Efter hennes brors död 338 f.Kr. mördades flera medlemmar av hans efterlämnade familj, däribland Atossa. 